# NASDAQ
NASDAQ (akronim za National Association of Securities Dealers Automated Quotations) je američka elektronička burza dionica sa sjedištem u New Yorku. Vlasnik i operator je The Nasdaq Stock Market, Inc. čije se dionice prodaju na vlastitoj burzi pod znakom NDAQ, s početkom u 2002. NASDAQ je najveća elektronična ekran-bazirana burza u Sjedinjenim Američkim Državama. S otprilike, 3 300 kompanija, ima prijavljenih više kompanija, i u prosjeku izmjenjuje više dionica po danu nego druge američke burze. Glavni direktor je Robert Greifeld.

## Povijest
Kad je počela s radom 8. veljače 1971. bila je prva svjetska elektronička burza dionica. Dana 17. srpnja 1995. NASDAQ index je po prvi put zatvorio dan iznad 1000. Svoju najveću razinu je dosegnuo 10. ožujka 2000. kada se popeo na 5132.52 kada je označio početak kraja dot-com balona. U jednoj godini index je pao ispod polovice i još uvijek je ispod polovice svoje najveće vrijednosti.

## NASDAQ indeksi
NASDAQ navodi dionice ne samo visokotehnoloških tvrtka, pa je nastao cijeli sustav indeksa, od kojih svaki odražava situaciju u odgovarajućem sektoru gospodarstva. Sada postoje trinaest takvih indeksa, koji se temelje na kotacijama vrijednosnih papira kojima se trguje u elektroničkom sustavu NASDAQ.

### Nasdaq Composite
Nasdaq Composite indeks uključuje dionice svih tvrtka koje se kotiraju na NASDAQ burzi (ukupno više od 5000). Tržišna vrijednost se izračunava na sljedeći način: ukupan broj dionica tvrtke se množi s trenutnom tržišnom vrijednošću jedne dionice.

### Nasdaq-100
Nasdaq-100 uključuje 100 najvećih tvrtka po kapitalizaciji čijim se dionicama trguju na burzi NASDAQ. Indeks ne uključuje tvrtke financijskog sektora. Od 2021. godine 57% Nasdaq-100 su tehnološke tvrtke. Na burzi Nasdaq ponavlja dinamiku Nasdaq-100 fond pod oznakom QQQ s velikom preciznošću.

### Ostali NASDAQ indeksi
- NASDAQ Bank Index - za tvrtke u bankarskom sektoru
- NASDAQ Biotechnology Index - za medicinske i farmaceutske tvrtke
- NASDAQ Computer Index - za tvrtke koje razvijaju softver i hardver za računala
- NASDAQ Financial Index - za tvrtke u financijskom sektoru, osim za banke i osiguravajuća društva
- NASDAQ Industrial Index - za industrijska preduzeća
- NASDAQ Insurance Index - za osiguravajuća društva
- NASDAQ Telecommunications Index - za telekomunikacijske tvrtke.